# Slomannaja podkova
Slomannaja podkova (Сломанная подкова) è un film del 1973 diretto da Semёn Davidovič Aranovič.

## Trama
L'aereonauta francese Jules Ardant, viaggiando in mongolfiera, finisce accidentalmente a Reval. Qui incontra il dottor Peterson e sua figlia Leida. I gendarmi stanno cercando il fidanzato di Leida. L'omicidio del figlio del banchiere avviene in città. Il sospetto cade su Peterson. Jules Ardant viene assunto per indagare sul crimine.